# Ortottista
L'ortottista (nella burocrazia italiana dottore in ortottica e assistenza oftalmologica o ortottista assistente in oftalmologia) è un professionista sanitario laureato che lavora in campo oculistico con particolare competenza nello screening, nella valutazione e riabilitazione visiva e dei disturbi motori degli occhi. Si occupa di strabismi e riabilitazione visiva (essendo tra le figure sanitarie riabilitanti) e dell'esecuzione degli esami specialistici di diagnostica oftalmologica (per cui la definizione "assistente di oftalmologia").

## Descrizione
Questa figura si distingue da quella dell'oculista, medico chirurgo specialista in oftalmologia. L'oculista è l'unico professionista abilitato, per definizione, ad eseguire un atto medico in campo oculistico, ossia, profilassi e diagnosi di patologie, refertazione di esami oculistici, prescrizione di farmaci, lenti e terapie di qualsiasi tipo, così come a eseguire interventi chirurgici sul bulbo oculare e i suoi annessi.
Le attività dell'ortottista ed assistente in oftalmologia, sia come libero professionista che come dipendente di una struttura sanitaria, comprendono l'esecuzione di:
- Esame della refrazione
- Valutazione e riabilitazione dello strabismo di qualsiasi origine e a qualsiasi età
- Valutazione e riabilitazione dell'ambliopia
- Assistenza nella valutazione e trattamento dei vizi refrattivi complessi
- Valutazione e riabilitazione dei disturbi complessi della motilità oculare e della visione binoculare anche conseguenti a patologie di origine neurologica, endocrinologica, traumatica ecc.
- Valutazione e riabilitazione degli handicap visivi infantili
- Riabilitazione delle anomalie della visione binoculare e deficit visivi che possono creare alterazioni della postura o scarse performance visive negli atleti e sportivi
- Ipovisione in età pediatrica e adulta
- Prevenzione delle anomalie e dei disturbi visivi principalmente in età prescolare e scolare attraverso programmi su larga scala di screening nelle scuole materne ed elementari, nei consultori pediatrici, nei reparti di neonatologia e pediatria
- Partecipazione alla prevenzione dell'astenopia, o sindrome da affaticamento visivo, che può colpire chi lavora al video terminale o PC
- Partecipazione prima, durante e dopo l'intervento chirurgico sui muscoli extraoculari. Coadiuva il chirurgo oftalmologo sul dosaggio chirurgico
- Partecipazione prima, durante e dopo l'intervento di chirurgia refrattiva
- Assistenza nella sala operatoria in interventi di chirurgia oftalmica (interventi del segmento anteriore, come per esempio la rimozione della cataratta, del segmento posteriore e degli annessi oculari)
- Raccomandazioni di Ergonomia visiva per l'accessibilità alla lettura nei pazienti dislessici o con altri disturbi di apprendimento
- Collaborazione con le altre figure mediche e sanitarie per la definizione di percorsi diagnostico - riabilitativi in pazienti neurologici e traumatizzati cranici
- Screening visivi nelle scuole, nelle aziende sia per i più piccoli che per gli adulti;[1]
- Esecuzione degli esami strumentali oculistici per la diagnosi delle patologie oculari: esame computerizzato e manuale del campo visivo - elettrofisiologia - tonometria - ecobiometria - topografia corneale - pachimetria - fluorangiografia - Test di Schirmer - tomografia ottica a coerenza di fase (OCT) - AngioOCT - esami diagnostici per glaucoma (es. HRT, GDX, FDT) - test della sensibilità al contrasto - test del senso cromatico (Test di Farnsworth, Tavole di Hishihara) - schermo di Hess-Lancaster - Test visuo-percettivi nei pazienti affetti da DSA (disturbi specifici di apprendimento).

La refertazione di tali esami rimane compito esclusivo e peculiarità del Medico Oculista, così come la diagnosi e la prescrizione del trattamento delle patologie del sistema visivo.

## In Italia
La formazione dell'ortottista assistente in oftalmologia è da sempre, ossia già dal 1954, esclusivamente universitaria ed il corso di laurea triennale in ortottica e assistenza in oftalmologia è presso la facoltà di Medicina e Chirurgia e si conclude con un esame di abilitazione all'esercizio della professione. L'ortottista assistente in oftalmologia è l'unica figura sanitaria in Italia ad essere abilitata a lavorare al fianco dell'oculista nel campo oftalmico, distinguendosi pertanto da altri professionisti, facenti parte delle arti ausiliarie delle professioni sanitarie (ottico).
La professione di Ortottista - Assistente in Oftalmologia è regolamentata dal Decreto Ministeriale 14 settembre 1994, n. 74328, dalla legge n. 251 del 10 agosto 2000 “Disciplina delle professioni sanitarie, tecniche, della riabilitazione, della prevenzione nonché della professione ostetrica” pubblicata nella Gazzetta Ufficiale n. 208 del 06/09/2000.
Dal 01 luglio 2018 per esercitare la professione è obbligatoria l’iscrizione all’Ordine delle professioni sanitarie TSRM-PSTRP.
La classe di laurea dell'ortottista fa parte delle professioni sanitarie della riabilitazione L/SNT2.
Gli sbocchi professionali, dopo la laurea triennale e l’esame di abilitazione, sono impieghi presso:
- Strutture del Servizio Sanitario Nazionale o analoghe strutture private: ospedali, cliniche, ambulatori, studi medici, centri di riabilitazione
- Servizi di medicina: di base, legale, scolastica, preventiva, del lavoro, sociale.
- Istituti per ipovedenti.
- Istituti di neuropsichiatria infantile.
- Attività didattiche e di tutorato nei Corsi di Laurea e nei corsi di formazione e di aggiornamento, non invece negli Istituti professionali di Ottica come docente.
- Attività di aiuto all'oculista nella ricerca clinica e sperimentale
- Lavoro autonomo, libero-professionale presso studi oculistici o altri studi medici in collaborazione con altri figure professionali sanitarie

L'ortottista assistente in oftalmologia per effetto del DM 743/94 e della risposta del Ministero della Sanità alla Corte dei Conti (prot.900.6-PR II Ag 100/3507 del 10.12.04) valuta le disabilità visive ed esegue tutti gli esami di diagnostica oftalmica. In Italia l'ambliopia va prevenuta in ottemperanza al D. Lgs. 626 del 19 settembre 1994 come modificato dal D. Lgs. 242 del 19 marzo 1996.
Tra le associazioni di riferimento troviamo:
- a livello nazionale:
  - ASSOCIAZIONE DI CATEGORIA: AIOrAO (Associazione Italiana Ortottisti Assistenti in Oftalmologia)[2]
  - ALTRO: SMO Società Mediterranea di Ortottica (società scientifica) - ASMOOI (Associazione sindacale Medici Oculisti e Ortottisti)
- a livello europeo:  OCE (Orthoptistes de la Communauté Européenne)
- a livello internazionale:  IOA (International Orthoptic Association)